# Helene Olafsen
Helene Olafsen (Oslo, 21 de febrero de 1990) es una deportista noruega que compitió en snowboard, especialista en la prueba de campo a través.
Ganó tres medallas en el Campeonato Mundial de Snowboard entre los años 2007 y 2013. Adicionalmente, consiguió tres medallas en los X Games de Invierno.
Participó en dos Juegos Olímpicos de Invierno, en los años 2010 y 2014, ocupando el cuarto lugar en Vancouver 2010.

## Medallero internacional
| Campeonato Mundial | Campeonato Mundial              | Campeonato Mundial | Campeonato Mundial |
| Año                | Lugar                           | Medalla            | Prueba             |
| ------------------ | ------------------------------- | ------------------ | ------------------ |
| 2007               | Arosa (Suiza)                   | Medalla de bronce  | Campo a través     |
| 2009               | Hoengseong (Corea del Sur)      | Medalla de oro     | Campo a través     |
| 2013               | Stoneham-et-Tewkesbury (Canadá) | Medalla de bronce  | Campo a través     |

| X Games de Invierno | X Games de Invierno    | X Games de Invierno | X Games de Invierno |
| Año                 | Lugar                  | Medalla             | Prueba              |
| ------------------- | ---------------------- | ------------------- | ------------------- |
| 2009                | Aspen (Estados Unidos) | Medalla de plata    | Campo a través      |
| 2010                | Aspen (Estados Unidos) | Medalla de plata    | Campo a través      |
| 2014                | Aspen (Estados Unidos) | Medalla de bronce   | Campo a través      |